# Breve inverso
Il breve inverso o arco è un segno diacritico, a forma di metà superiore di un cerchio ( ̑ ), cioè come un breve capovolto (˘). Assomiglia al circonflesso (ˆ), soltanto che esso ha la punta acuminata (Â â Ê ê Î î Ô ô Û û), mentre il breve inverso è arrotondato (Ȃ ȃ Ȇ ȇ Ȋ ȋ Ȏ ȏ Ȗ ȗ).
Il breve inverso può comparire sopra o sotto la lettera. Non è usato in nessun alfabeto del linguaggio naturale, ma solo come indicatore fonetico. È identico nella forma all'antico circonflesso greco.

## Usi

### Serbo-Croato
Il breve inverso sopra è usato nella slavistica tradizionale della fonologia serbo-croata per indicare l'accento cadente lungo. È posto sopra il nucleo della sillaba, che può essere una delle cinque vocali (ȃ ȇ ȋ ȏ ȗ) o sillabica ȓ. Questo uso della breve inverso deriva dall'antico circonflesso greco, che è stato conservato nell'ortografia politonica del greco moderno e ha influenzato  prima stampa cirillica serba attraverso la letteratura religiosa.

## Codifica
| Nome                                         | Lettera | Unicode | HTML    |
| -------------------------------------------- | ------- | ------- | ------- |
| Combinazione di Breve Inverso                | ◌̑       | U+0311  | &#785;  |
| Combinazione di Breve Inverso Sotto          | ◌̯       | U+032F  | &#815;  |
| Combinazione di Doppio Breve Inverso Sotto   | ◌͡◌      | U+0361  | &#865;  |
| Combinazione di Doppio Breve Inverso Sotto   | ◌᷼◌      | U+1DFC  | &#7676; |
| Lettera maiuscola latina A con Breve Inverso | Ȃ       | U+0202  | &#514;  |
| Lettera latina A minuscola con Breve Inverso | ȃ       | U+0203  | &#515;  |
| Lettera maiuscola latina E con Breve Inverso | Ȇ       | U+0206  | &#518;  |
| Lettera E minuscola latina con Breve Inverso | ȇ       | U+0207  | &#519;  |
| Lettera maiuscola latina I con Breve Inverso | Ȋ       | U+020A  | &#522;  |
| Lettera I latina minuscola con Breve Inverso | ȋ       | U+020B  | &#523;  |
| Lettera maiuscola latina O con Breve Inverso | Ȏ       | U+020E  | &#526;  |
| Lettera latina O minuscola con Breve Inverso | ȏ       | U+020F  | &#527;  |
| Lettera maiuscola latina R con Breve Inverso | Ȓ       | U+0212  | &#530;  |
| Lettera R latina minuscola con Breve Inverso | ȓ       | U+0213  | &#531;  |
| Lettera maiuscola latina U con Breve Inverso | Ȗ       | U+0216  | &#534;  |
| Lettera U latina minuscola con Breve Inverso | ȗ       | U+0217  | &#535;  |